# Otto Schmidt (Reporter)
Otto Schmidt (* 20. März 1953 in der Steiermark; † 7. Jänner 2009) war ein österreichischer Journalist und Reporter beim ORF.

## Leben
Aufgewachsen ist Otto Schmidt in Pinkafeld im Burgenland. 1968 übersiedelte er mit seiner Familie nach Tübingen in Deutschland. Hier entstand auch sein markanter Akzent. 1981 heiratete Schmidt Alexandra Young, eine britische Musical-Darstellerin die er in St. Pölten kennenlernte.
In Stuttgart absolvierte er ein Schauspielstudium inklusive Pantomime und Sprecherziehung an der Hochschule für Musik und Darstellende Kunst. Einer seiner Studienkollegen war der deutsche Entertainer Harald Schmidt. In Deutschland machte er eine Reihe von Fernsehaufnahmen, unter anderen für die Fernsehreihe Tatort.
1984 kam Schmidt wieder zurück nach Wien und gewann einen Moderatorenwettbewerb. In Wien war er als Moderator und Reporter für Radio Wien tätig. Bekannt wurden seine Wiener G’schichten, Interviews mit Wiener Originalen. Für den ORF führte er insgesamt über 10.000 Interviews.
Otto Schmidt lebte in Favoriten. Nach langer schwerer Krankheit starb er am 7. Jänner 2009 und hinterließ Frau und drei Kinder.

## Publikationen
- Wiener G'schichten. Kurioses, Denkwürdiges, Skurriles, Abenteuerliches, Seltsames. Pichler Verlag, Wien 2004, ISBN 3-85431-336-5.